# Pibańszur (osiedle przy stacji)
Pibańszur (ros. Пибаньшур) – osiedle przy stacji w Rosji, w Udmurcji, w rejonie balezińskim. W 2010 liczyło 1841 mieszkańców.